# مقاطعة جاكسون (كنتاكي)
مقاطعة جاكسون (بالإنجليزية: Jackson County)‏ هي إحدى المقاطعات في ولاية كنتاكي في الولايات المتحدة الأمريكية.